# Corn poștal

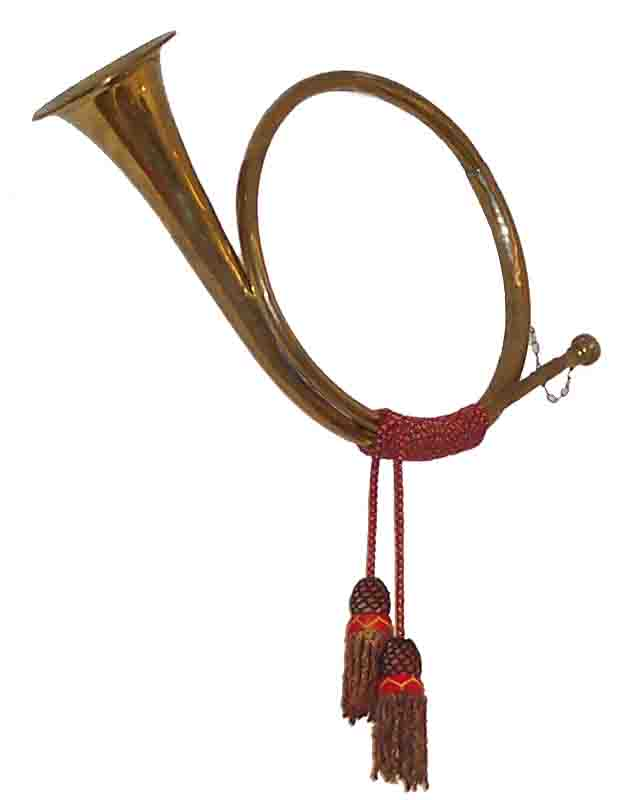
Corn poştal

Cornul poștal este un instrument muzical fără valve, asemănător cu cornul francez.
A fost inventat în secolul al XVI-lea.
Se pot interpreta 7 note, toate in serie armonică.
Un corn fără valve este în general numit corn de vânătoare, dar acesta este numit corn poștal datorită utilizării sale în emblema instituțiilor care se ocupă cu livrarea corespondenței.

## Galerie de imagini

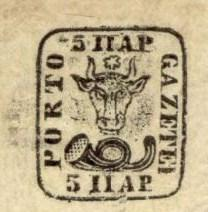
Timbru cu semnul heraldic al Principatului Moldovei şi imaginea unui corn poştal (1858)